# Movimento Potere Nero
Il Movimento Potere nero (black power movement) o Movimento di liberazione nera era un ramo o una controcultura all'interno del Movimento per i diritti civili degli Stati Uniti, nato come reazione alle tendenze più moderate, comuni o in aumento e motivate dalle esigenze di sicurezza e autosufficienza che non erano disponibili nelle pratiche discriminatorie riguardanti gli Afroamericani. Attivisti del Potere nero fondarono librerie afro-americane, cooperative di generi alimentari, fattorie, mezzi di comunicazione di massa, tipografie, scuole, cliniche e servizi di ambulanza. L'impatto internazionale del movimento comprende anche la Rivoluzione del Potere Nero in Trinidad e Tobago.
Alla fine degli anni 1960, il Potere Nero giunse a rappresentare la domanda di più immediate azioni di violenza contro la supremazia bianca in America. Gran parte di queste idee fu influenzata dalla critica di Malcolm X ai metodi pacifici di protesta di Martin Luther King Jr.. Nel 1965 l'assassinio di Malcolm X, insieme ai disordini urbani degli anni 1964 e 1965, "infiammarono" il movimento. Nuove organizzazioni che sostenevano le filosofie del Black Power e che andavano dall'adozione del socialismo da parte di certi settori del movimento, al nazionalismo nero, compreso il  Partito delle Pantere Nere (BPP), divennero prevalenti.
Mentre pensatori afro-americani quali Robert F. Williams e Malcolm X influenzavano gli inizi del movimento del Potere Nero, il partito delle Pantere Nere e le sue opinioni erano riscontrabili ovunque. Esso era influenzato da filosofie quali il panafricanesimo, il nazionalismo nero e il socialismo, come anche da eventi contemporanei tra cui la rivoluzione cubana e la decolonizzazione dell'Africa.

## Storia

### Origini
Il primo utilizzo popolare del termine "black power" come uno slogan sociale e razziale fu dovuto a Stokely Carmichael (più tardi noto come Kwame Ture) e a Willie Ricks (più tardi noto come Mukasa Dada), entrambi organizzatori e portavoce per il Student Nonviolent Coordinating Committee. Il 16 giugno 1966, in un discorso a Greenwood, nel Mississippi durante la March Against Fear (Marcia contro la paura), Carmichael guidò i marciatori in un canto per il black power che fu trasmesso in tutta la nazione alla TV.
L'organizzazione Nation of Islam diede inizio a un movimento, il Nazionalismo nero, negli anni 1930, ispirando i gruppi successivi. Malcolm X è ampiamente accreditato del drammatico incremento del gruppo nell'associazione tra i primi anni 1950 e i primi anni 1960 (da 500 a 25 000 secondo una stima; da 1200 a 50 000 o 75 000 da parte di un'altra). Nel marzo 1964, Malcolm X lasciò la Nazione a causa dei disaccordi con Elijah Muhammad; tra le altre cose, citava il proprio interesse nel lavorare con leader dei diritti civili, sostenendo che Muhammad gli aveva impedito di farlo. Più avanti, Malcolm X disse anche che Muhammad era coinvolto in rapporti extramatrimoniali con giovani segretarie della Nazione: una grave violazione degli insegnamenti del gruppo. Il 21 febbraio 1965, Malcolm X fu ucciso a colpi di arma da fuoco mentre stava parlando nella Audubon Ballroom in Washington Heights, New York City. Tre membri della Nazione furono condannati per averlo assassinato. Nonostante ciò, vi furono a lungo supposizioni e sospetti sul coinvolgimento del governo. I quaranta funzionari di polizia presenti furono istruiti dai loro ufficiali comandanti a non muoversi mentre aveva luogo la sparatoria.
Dopo i Fatti di Watts a Los Angeles nel 1965, il Comitato di Coordinamento degli Studenti Non Violenti decise di tagliare i legami con il principale Movimento per i Diritti Civili, il quale sosteneva che le persone di colore dovevano costruire direttamente i propri poteri piuttosto che cercare intese con le strutture di potere in loco. Lo SNCC passò da una filosofia di non-violenza a una maggior militanza dopo la metà degli anni 1960. L'organizzazione stabilì legami con gruppi radicali come la Students for a Democratic Society.
A fine ottobre 1966, Huey P. Newton e Bobby Seale fondarono il Partito delle Pantere Nere. Nel formulare una nuova politica, essi rafforzarono la loro esperienza lavorando con una varietà di organizzazioni di Potere Nero.

### Escalation a fine anni 1960

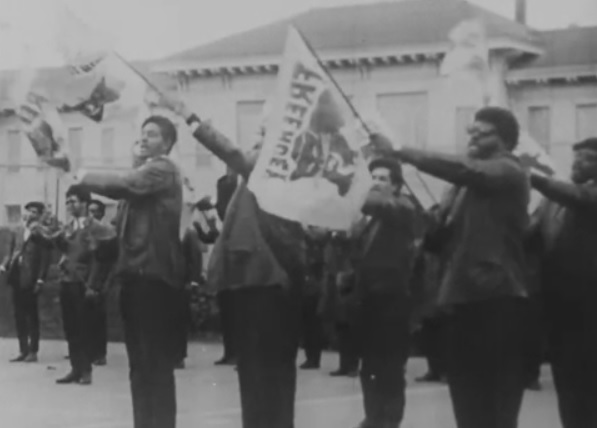
Il Partito delle Pantere Nere marcia portando bandiere.

Il Partito delle Pantere Nere (BPP) inizialmente utilizzò la legge sul porto d'armi palese per proteggere i membri del partito e le locali comunità di colore dai vincoli legali. Membri del partito registrarono anche incidenti dovuti alla brutalità della polizia che seguiva in auto a distanza nelle vicinanze I numeri crebbero lentamente a partire dal febbraio 1967, quando il partito fornì una scorta armata fino all'aeroporto di San Francisco per Betty Shabazz, la vedova di Malcolm X e oratrice principale alla conference tenuta in suo onore. Nel 1967, lo SNCC cominciò ad andare in pezzi a causa delle dispute all'interno della sua leadership, e molti membri lo lasciarono. Per tutto il 1967, le Pantere inscenarono manifestazioni e smembrarono l'Assemblea dello Stato della California con cittadini armati. Nel 1956 lo FBI sviluppò COINTELPRO per investigare i gruppi di nazionalisti di colore e altri. Nel 1969, le Pantere Nere e i loro alleati erano divenuti obiettivi primari COINTELPRO, azioni selezionate in 233 sui 295 autorizzate di "nazionalisti neri" COINTELPRO. Nel 1968, fu fondata la Repubblica della Nuova Africa, un gruppo separatista che cercava un Paese nel sud degli Stati Uniti, per poi dissolversi all'inizio degli anni 1970.
Nel 1968, molti leader delle Pantere Nere furono arrestati, compreso il fondatore Huey Newton, per l'uccisione di un funzionario di polizia (le accuse a Newton furono infine ritirate). Le Pantere Nere successivamente impegnarono la polizia nella sparatoria in una stazione di rifornimento a Los Angeles. Nello stesso anno, Martin Luther King Jr. fu assassinato, provocando disordini in tutta la nazione, la maggior ondata di disordini sociali dalla guerra civile americana. A Cleveland, Ohio, la "Repubblica della Nuova Libia" impegnò la polizia nella "sparatoria di Glenville", che fu seguita da disordini. L'anno segnò anche l'inizio del Partito delle Pantere Bianche, un gruppo di bianchi dedicato alla causa delle Pantere Nere. I fondatori Pun Plamondon e John Sinclair furono arrestati, ma infine liberati, in relazione all'attentato all'ufficio di Ann Arbor, nel Michigan della Central Intelligence Agency, in quel settembre.
Nel 1969, le Pantere Nere iniziarono a epurare membri per il timore di infiltrazioni poliziesche, ingaggiarono molte sparatorie con la polizia e una con un'organizzazione di nazionalisti neri. Le Pantere continuarono internazionalmente la loro campagna "Free Huey". Nello spirito di una militanza sorgente, si formò a Detroit la Lega degli Operai Neri Rivoluzionari, che sosteneva i diritti dei lavoratori e la liberazione Nera.\

### Il picco nei primi anni 1970

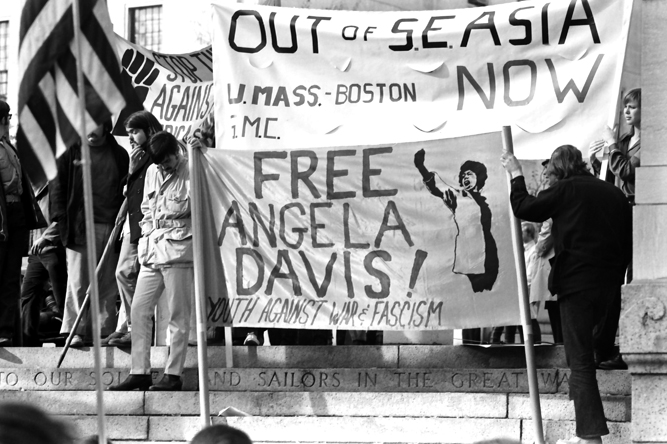
Protestanti chiedono il rilascio di Angela Davis.

Nel 1970 il primo ministro onorario del Partito delle Pantere Nere, Stokely Carmichael, viaggiò in vari Paesi per discutere metodi di resistenza all'"imperialismo statunitense". A Trinidad, il movimento del Potere Nero si era evoluto nella Rivoluzione del Potere, nella quale molti Afro-Trinidadiani costrinsero il governo di Trinidad a dar corso alle riforme. Successivamente molte "Pantere" visitarono l'Algeria per discutere di panafricanismo e di anti-imperialismo. Nello stesso anno le ex Pantere Nere formarono il Black Liberation Army per continuare una violenta rivoluzione piuttosto che i nuovi movimenti di riforma dei partiti. Si ritiene che il 22 ottobre 1970, il Black Liberation Army abbia piazzato una bomba nella chiesa di San Brendano a San Francisco mentre era piena di fedeli che partecipavano al funerale del funzionario di polizia di San Francisco Harold Hamilton, che era stato ucciso in servizio mentre tentava di sventare una rapina in banca. La bomba esplose, ma nessuno nella chiesa rimase seriamente ferito.
Nel 1971, numerosi capi delle Pantere fuggirono dagli Stati Uniti per motivi dovuti alle ricerche della polizia. Questo fu il solo anno attivo della Squadra di Assalto dei Rivoluzionari Neri, un gruppo che bombardò l'Ufficio del consolato sudafricano a New York in segno di protesta per l'apartheid.
Il 20 settembre esso piazzò delle bombe alle missioni diplomatiche presso le Nazioni Unite della Repubblica del Congo di Léopoldville e della Repubblica del Malawi. Nel febbraio del 1971, divisioni ideologiche procurarono nei capi del partito delle Pantere nere,  Newton ed Eldridge Cleaver, due fazioni; il conflitto divenne violento e quattro persone furono uccise in una serie di scontri. Il 12 maggio del 1971, cinque membri del Black Liberation Army parteciparono a una sparatoria contro due membri della polizia di New York City, Joseph Piagentini e Waverly Jones. Tra gli incriminati nel processo che ne seguì vi erano Anthony Bottom (noto anche come Jalil Muntaqim), Albert Washington, Francisco Torres, Gabriel Torres ed Herman Bell.
Durante la sentenza al processo contro la Pantera Bianca John Sinclair ebbe luogo il concerto "Free John" (John libero), con le partecipazioni di John Lennon e Stevie Wonder. Sinclair fu rilasciato due giorni dopo. Il 29 agosto tre membri del BLA uccisero il sergente della polizia di San Francisco John Victor Young presso la stessa stazione di polizia e due giorni dopo il San Francisco Chronicle ricevette una lettera firmata dal BLA, che rivendicava la responsabilità dell'attacco. Verso fine anno Huey Newton visitò la Cina per incontri sulla teoria maoista e sull'antimperialismo. Black power con George Jackson tentò la fuga dalla prigione in agosto, uccidendo sette ostaggi ma fu poi ucciso lui stesso.
La morte di Jackson scatenò la Rivolta della prigione di Attica che più tardi terminò con un sanguinoso assedio. Il 3 novembre l'ufficiale James R. Greene del Atlanta Police Department fu colpito e ucciso nell'auto della sua pattuglia presso un distributore di benzina da membri del Black Liberation Army.
Il 1972 fu l'anno in cui Newton chiuse molti capitoli di Black Panther e tenne un incontro a Oakland, in California. Il 27 gennaio il Black Liberation Army assassinò gli ufficiali di polizia Gregory Foster e Rocco Laurie a New York City. Dopo gli assassinii, una nota inviata alle autorità dipinse gli omicidi come rappresaglia per le morti di prigionieri durante i disordini nelle prigioni di Attica avvenute del 1971. A oggi non sono stati operati arresti. Il 31 luglio, cinque membri armati della BLA dirottò il volo 841 della Delta Air Lines, ottenendo alla fine un riscatto di 1 milione di dollari, dirottando poi il velivolo, dopo il rilascio dei passeggeri, in Algeria. Le autorità algerine sequestrarono il velivolo ma consentirono ai dirottatori la fuga. Quattro di loro furono infine catturati dalle autorità francesi e condannati per crimini vari, ma uno, George Wright, rimase un fuggitivo fino al 26 settembre 2011, quando fu catturato in Portogallo. Dopo essere stato accusato di aver ucciso una prostituta nel 1974, Huey Newton fuggì a Cuba. Elaine Brown divenne capo di un partito e s'impegnò in una campagna elettorale.

### De-escalation verso fine anni 1970
Verso la fine degli anni 1970, un gruppo di ribelli, che aveva preso il nome dal prigioniero ucciso, formò la Brigata George Jackson. Da marzo 1975 a dicembre 1977, la Brigade rapinò almeno sette banche e fece esplodere circa 20 bombe, prendendo di mira principalmente fabbricati governativi, centrali elettriche, Grandi Magazzini Safeway e aziende accusate di razzismo. Nel 1977, Newton tornò dall'esilio a Cuba. Poco dopo, Elaine Brown si dimise dal partito e se ne andò a Los Angeles. Il Partito si sciolse, rimanendone solo pochi membri.
MOVE si sviluppò a Filadelfia nel 1972 come "Movimento Cristiano per la vita", un gruppo locale basato sui principi della Liberazione Nera. Quando la polizia attaccò la loro casa nel 1978, scoppiò una sparatoria durante la quale un ufficiale rimase ucciso e rimasero feriti altri sette agenti di polizia, cinque sparatori, tre membri del MOVE e tre passanti.
Pare che in un altro grave incidente del Movimento di liberazione nera, Assata Shakur, Zayd Shakur e Sundiata Acoli avrebbero aperto il fuoco contro le truppe dello Stato del New Jersey dopo essere stati fermati a causa della rottura di una luce posteriore. Zayd Shakur e l'agente Werner Foerster furono entrambi uccisi nel corso della sparatoria. A seguito della sua cattura, Assata Shakur subì sei diversi procedimenti penali. Secondo Shakur, ella fu picchiata e torturata durante le sue permanenze in carcere in varie prigioni federali e statali. Le accuse andavano da sequestro di persona ad assalti e percosse durante le rapine in banca. Assata Shakur fu riconosciuta colpevole dell'omicidio sia di Foerster e del suo compagno Zayd Shakur, ma fuggì di prigione nel 1979 e infine riparò a Cuba, ricevendo colà asilo politico. Acoli fu processato per aver ucciso Foerster e condannato all'ergastolo.
In 1978 un gruppo del Black Liberation Army e membri del Weather Underground formarono l'Organizzazione Comunista 19 maggio, o M19CO. Essa comprendeva anche membri delle Pantere Nere e della Repubblica del New Africa. Nel 1979 tre membri dello M19CO entrarono nel centro per visitatori al Clinton Correctional Facility for Women vicino a Clinton, New Jersey. Essi presero in ostaggio due guardie e liberarono Shakur. Parecchi mesi dopo lo M19CO organizzò la fuga di William Morales, un membro del gruppo separatista portoricano Fuerzas Armadas de Liberación Nacional Puertorriqueña dal Bellevue Hospital Center in New York City, dov'era ricoverato per le ferite subite quando una bomba che stava costruendo gli esplose fra le mani.

### Declino negli anni 1980
Nel corso degli anni 1980 il movimento del Potere Nero continuò a operare nonostante il declino della sua popolarità e della sua appartenenza all'organizzazione. Il Black Liberation Army fu attivo negli Stati Uniti almeno fino al 1981, quando una Brinks truck robbery, condotta con il sostegno degli ex membri del Weather Underground, Kathy Boudin e David Gilbert, lasciò tre morti: una guardia e due poliziotti. Boudin e Gilbert, insieme a parecchi membri del BLA, furono successivamente arrestati. Il M19CO s'impegnò in una campagna di attacchi con bombe negli anni 1980. Essi presero di mira una serie di fabbricati commerciali e governativi, compreso quello del Senato USA. Il 3 novembre 1984, due membri dello M19CO, Susan Rosenberg e Timothy Blunk, furono arrestati in un mini-market che avevano preso in affitto a Cherry Hill, nel New Jersey. La polizia recuperò più di 100 detonatori, quasi 200 candelotti di dinamite, più di 100 cartucce di gel esplosivo e 24 borse di agente esplosivo dal magazzino. L'ultimo attacco dinamitardo dell'alleanza M19CO ebbe luogo il 23 febbraio 1985, presso la Policemen's Benevolent Association a New York City.
MOVE si trasferì a West Philadelphia dopo la prima sparatoria. Il 13 maggio 1985, la polizia, insieme al sindaco Leo Brooks, arrivò con mandati di arresto, cercò di sgomberare il fabbricato MOVE e arrestò i membri MOVE sospetti. Ciò condusse ad una tregua armata con la polizia, che lanciò barattoli di gas lacrimogeni al fabbricato. I membri di MOVE spararono alla polizia, che rispose al fuoco con armi automatiche. La polizia poi bombardò la casa, uccidendo molti adulti e bambini e causando un grosso incendio che distrusse la parte migliore dell'isolato.
In 1989, nel pieno degli anni del movimento, si formò il New Black Panther Party. Nello stesso anno, il 22 agosto, Huey P. Newton fu fatalmente colpito da arma da fuoco ad opera del ventiquattrenne Tyrone Robinson, membro della Black Guerilla Family.

## Caratteristiche

### Formazione
Il quinto punto del Programma in Dieci Punti del Partito della Pantera Nera dedicato alla "formazione del nostro popolo che espone la vera natura di questa decadente società americana.  Noi vogliamo una formazione che ci insegni la nostra vera storia e il nostro ruolo nella società deal giorno d'oggi." L'eco di questo sentimento si ritrovò in molte altre organizzazioni del Potere Nero; l'inadeguatezza della formazione delle persone di colore era già stata rimarcata da W. E. B. Du Bois, Marcus Garvey e Carter G. Woodson.
Con questo scenario, Stokely Carmichael pose la formazione politica nella sua opera con lo SNCC nel Sud rurale. Ciò comprendeva campagne di divulgazione del voto e alfabetismo politico. Bobby Seale e Huey Newton utilizzarono la formazione per l'assenza d'identità nella comunità di colore. Seale aveva lavorato in gioventù in un programma di doposcuola prima di fondare le Pantere. Attraverso questa nuova formazione e creazione d'identità, pensavano di poter potenziare i Neri americani nel reclamare la loro libertà.

### Media
Mentre gli attivisti si focalizzavano sul controllo della comunità su scuole e politica, il movimento prese maggior interesse nel creare e controllare proprie istituzioni mediatiche. Il Partito delle Pantere Nere Black produsse un proprio giornale, che si dimostrò uno dei più influenti strumenti del BPP per diffondere il suo messaggio e reclutare nuovi membri.
WAFR fu lanciata nel settembre 1971 come prima stazione radio pubblica della comunità di colore. La stazione di Durham, Carolina del Nord, trasmise fino al 1976, ma influenzò successive stazioni radio attiviste, tra le quali la WPFW a Washington, D.C., e WRFG ad Atlanta.

## Potere Nero australiano
Il movimento del Potere Nero americano influenzò gli attivisti aborigeni australiani dalla fine degli anni 1960 in avanti, specialmente a Sydney, Brisbane e Melbourne. Il termine divenne ampiamente noto dopo che la Lega per l'Avanzamento degli Aborigeni Vittoriani (AAL), diretta da Bruce McGuinness e da Bob Maza, invitò l'attivista caraibico Roosevelt Brown a tenere una conferenza sul Potere Nero a Melbourne nel 1968, causando una frenesia mediatica. L'AAL fu influenzata dalle idee di Malcolm X e di Stokely Carmichael. Il "movimento del Potere Nero" australiano emerse a Redfern, (Nuova Galles del Sud), a Sydney, Fitzroy, Melbourne e a Sud Brisbane, seguendo il Freedom Ride condotto da Charles Perkins nel 1965. Al centro del Movimento vi era un piccolo gruppo noto come il "Black Caucus".
Bobbi Sykes definì il Potere Nero australiano come:
(Bobbi Sykes)
mentre Paul Coe lo vide come l'esigenza per il popolo aborigeno di:
(Paul Coe)
L'attivista e poi accademico Gary Foley scrisse poi che in Australia, il Potere Nero:
(Gary Foley)
Il Servizio Legale Aborigeno a Redfern nacque da questo attivismo.

## Eredità

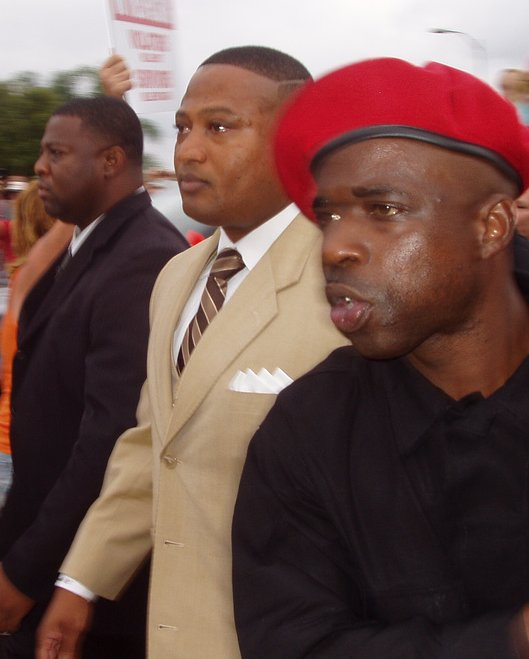
Membri del New Black Panther Party che marciano nel 2007

Dopo gli anni 1970 il movimento del black power vide un declino, ma non la sua scomparsa.
Nel 1998, fu fondato il Black Radical Congress, con discutibili effetti. Il Black Riders Liberation Party fu creato da membri delle gang Bloods e Crips come un tentativo di ricreare il partito delle Pantere Nere nel 1996. Il gruppo si era diffuso, creando capitoli in varie città degli Stati Uniti e organizzando frequentemente marce paramilitari. Durante le elezioni presidenziali del 2008, i membri del Partito delle Pantere Nere furono accusati d'intimidazioni in una stazione elettorale di un distretto di Filadelfia a popolazione prevalentemente di colore e di tendenza elettorale democratica. Dopo l'omicidio di Trayvon Martin, si formarono forze paramilitari del Potere Nero, tra le quali lo Huey P. Newton Gun Club, la Lega Afro-americana di Difesa e la Nuova Milizia per la Liberazione dei Neri, tutte organizzatrici di marce in armi e addestramento militare.
Il moderno movimento è stato paragonato al Black Lives Matter a causa delle somiglianze fra i due. Il Movement for Black Lives promuove apertamente il Potere Nero.

## Organizzazioni ancora operanti
- Revolutionary Black Panther Party
- New Afrikan Black Panther Party
- Black Riders Liberation Party
- All-African People's Revolutionary Party
- Black Hammer Party
- Freedom Party of New York (2010)
- African People's Socialist Party
- Huey P. Newton Gun Club
- MOVE (Philadelphia organization)
- Assata's Daughters